# Pachymeta capreolus
Pachymeta capreolus är en fjärilsart som beskrevs av Aurivillius 1915. Pachymeta capreolus ingår i släktet Pachymeta och familjen ädelspinnare. Inga underarter finns listade i Catalogue of Life.